# Френкель Семен Романович
Семен Френкель (вариант имени и отчества Соломон Рувимович; 1875, Умань — 1937, Москва) — український лікар, депутат Державної думи I скликання від Київської губернії, видатний вчений-рентгенолог і радіолог, професор (1929). 
Піонер енцефалографії та інших неінвазивних методів в рентгенології, а також у галузі використання контрастних препаратів у рентгенодіагностиці. 

## Життєпис
Народився в Умані в єврейській родині. Згідно з деякими джерелами, мав православне віросповідання. Закінчив Білоцерківську гімназію. Вступив на медичний факультет Київського університету, але в 1896 за участь у студентській Вітровській демонстрації арештований, відрахований з  Київського університету і висланий з Київської губернії.  
У 1898 закінчив медичний факультет Імператорського Харківського університету. Працював лікарем в Умані, ординатором єврейських лікарень, завідував установою з надання медичної допомоги незаможним хворим на дому. Учасник освітніх і благодійних установ Умані.  
У лютому 1906 заарештований і кинутий до Уманської в'язниці, тяжко захворів, звільнений під поручительство лікарської корпорації. Член місцевого Уманського комітету Конституційно-демократичної партії. Під час виборів до Думи стверджував, що «єврейське питання треба поставити в першу чергу». 
24 квітня 1906 обраний до Державної думи I скликання від загального складу виборців Київськихгубернських виборчих зборів. Увійшов до складу Конституційно-демократичної фракції. Поставив свій підпис під законопроєктом «Про цивільну рівність». 
Після розпуску Державної думи був заарештований, кинутий до в'язниці і притягнутий до суду за поширення серед селян нелегальної літератури. Засуджений до ув'язнення у фортеці на два роки, які в 1908 — 1910 провів у в'язниці Умані.  
У 1911 еміґрував з Російської імперії. Близько 3 років проходив практику з рентгенології у Леві-Дорна та інших фахівців у Берліні, Відні, Парижі і Гамбурзі. 
З середини 1910-х — в Москві, де широко розгорнув медичну і наукову діяльність, спочатку як хірург-онколог, потім як рентгенолог та радіолог. 
З 1917 до кінця життя очолював організоване ним рентгено-радіологічне відділення Інституту для лікування злоякісних пухлин при Московському університеті (пізніше при 1-му МГУ (1926)).  
З 1922 по 1937 — завідувач рентгенологічного відділення лікарні Лікувально-санаторного управління Кремля. 
З 1923 керував відділом променевої терапії (рентгенологічним та радіологічним відділеннями) Інституту з лікування пухлин (пізніше Центрального онкологічного інституту, нині МНДОІ ім. П. Герцена).  
У 1926 працював лікарем в лікарні Семашко.  
З 1929 — професор. Один з основоположників клінічної радіобіології, вивчав аспекти загального впливу іонізуючих випромінювань при локальному опроміненні пухлин, сформулював основні онкологічні принципи променевої терапії злоякісних пухлин. Поставив питання про необхідність концентрувати дозу випромінювання в патологічному вогнищі і щадити оточуючі пухлину тканини. Френкель одним із перших почав застосовувати в терапії інвазивні методи рентгенодіагностики, засновані на використанні рентгеноконтрастних речовин: енцефалографію, вентрикулографію, пієлографію та інші методи. 
У 1934 організував кафедру рентгенології I-го Московського медичного інституту і залишався її завідувачем до кінця життя. 
Один із засновників Асоціації рентгенологів, був головою Російського товариства рентгенологів і майже беззмінно був членом його правління. Засновник Московського наукового товариства рентгенологів. Брав участь у всіх рентгенівських з'їздах, зробив на них велику кількість доповідей з різних питань рентгенології і з лікування ракових пухлин рентгенівськими променями та випромінюванням радію. Брав участь в міжнародних з'їздах із рентгенології і радіології в Лондоні, Стокгольмі та Цюріху. Опублікував більше 47 друкованих наукових праць. Основні наукові роботи спрямовані на вивчення механізму біологічної дії рентгенівського випромінювання на цитоплазму клітин і плазму крові ссавців, оцінці ефективності рентгенівського опромінення ізольованої крові, що повертається потім до організму, при злоякісних пухлинах, протизапальній рентгенотерапії.  
У 1928 — редактор Великої медичної енциклопедії  з рентгенології.  
Урна з прахом Семена Френкеля похована в колумбарії Новодівичого цвинтаря. 

## Родина
Був одружений на педагогові, Анастасії Френкель (1899 — 1953), похована разом з чоловіком (колумбарій Новодівичого цвинтаря, секція 41, 5-1). 

## Наукові праці
В іноземних публікаціях — S. Fraenkel. 
- Uber Encephalographie;
- Uber die Wirkung der isolierten Blutbestrahlung auf die Zelle ;
- Die Encephalographie bei psychischen und Nerven-krankheiteh des Kindes-und Sauglingsalters;
- Uber den Emfluss der Rontgenstrahlen auf d. Zellplasma;
- Uber die Roentgenbehand-limg der chirurg. entzundl. Vorgange;
- Die diagnostische Bedeutung der Encephalographie bei Erkrankungen des Gehirns (1925);
- S. Fraenkel. The Practical Application of Encephalography. The British Institute of Radiology, 1926 [20] .

- Брускин Я. М., Френкель С. Р., Новейшие методы хирургической рентгенодиагностики, I ММИ, 1928.
- Брускин Я. М., Френкель С. Р., Диагностическое значение энцефалографии при мозговых заболеваниях, Вестник рентгенологии, 1926, т. V, No 5, стр. 259—274.
- Брускин Я. М., Френкель С. Р., Опыт изучения патологоанатомических изменений при заболеваниях мозга на основании энцефалографии. В кн. «XVII съезд российских хирургов», Л., 1925 и 1926, стр. 264—265.
- Френкель С. Р. Новейшие методы хирургической рентгенодиагностики. Московский государственный университет, 1928. — 143 с.
- Тысяча случаев внутривенной пиелографии.
- Френкель С. Р., Достижения современной рентгенотерапии // Сборник работ пропедевтической хирургической клиники и института для лечения опухолей 1-го Московского Государственного Университета. М., 1924

## Адреса
- середина 1910-х — 1937[9] — Москва, провулок Брюсовий, будинок 1, кв 47 [10].